# 이즈미르
이즈미르(튀르키예어: İzmir)는 튀르키예의 3대 도시이며, 이스탄불 다음으로 큰 항구이다. 역사적으로는 스미르나라고 불렸다. 이즈미르는 에게해의 이즈미르 만에 위치하며 이즈미르 주의 주도이다. 튀르키예 제1의 수출 무역항으로 활기를 띠고 있으며, 도시에는 2개의 철도역이 있으며 북쪽과 남동쪽으로부터의 철도 종점이 되고 있다. 이스탄불과는 국내선 항공편이 통하고 있으며 그리스 아테네로 가는 항공 노선도 운행하고 있다.
도시는 11개의 구로 나뉜다. (발초바, 보르노바, 부자, 힐랄, 가지에미르, 귀젤바흐체, 카르시야카, 코나크, 날르데레), 2018년 전체 인구가 4,320,519명이며 그중 2,947,000명이 도시에 거주한다. 전체 면적은 855km2이다.

## 기후
| 이즈미르의 기후                                                         | 이즈미르의 기후 | 이즈미르의 기후 | 이즈미르의 기후 | 이즈미르의 기후 | 이즈미르의 기후 | 이즈미르의 기후 | 이즈미르의 기후 | 이즈미르의 기후 | 이즈미르의 기후 | 이즈미르의 기후 | 이즈미르의 기후 | 이즈미르의 기후 | 이즈미르의 기후 |
| 월                                                                      | 1월             | 2월             | 3월             | 4월             | 5월             | 6월             | 7월             | 8월             | 9월             | 10월            | 11월            | 12월            | 연간            |
| ----------------------------------------------------------------------- | --------------- | --------------- | --------------- | --------------- | --------------- | --------------- | --------------- | --------------- | --------------- | --------------- | --------------- | --------------- | --------------- |
| 역대 최고 기온 °C (°F)                                                  | 22.5 (72.5)     | 27.0 (80.6)     | 30.5 (86.9)     | 32.5 (90.5)     | 37.6 (99.7)     | 41.3 (106.3)    | 43.2 (109.8)    | 43.0 (109.4)    | 40.1 (104.2)    | 36.0 (96.8)     | 30.3 (86.5)     | 25.2 (77.4)     | 43.2 (109.8)    |
| 일평균 최고 기온 °C (°F)                                                | 12.7 (54.9)     | 14.0 (57.2)     | 17.2 (63.0)     | 21.3 (70.3)     | 26.5 (79.7)     | 31.3 (88.3)     | 33.8 (92.8)     | 33.6 (92.5)     | 29.5 (85.1)     | 24.6 (76.3)     | 18.8 (65.8)     | 14.0 (57.2)     | 23.1 (73.6)     |
| 일일 평균 기온 °C (°F)                                                  | 9.0 (48.2)      | 9.9 (49.8)      | 12.4 (54.3)     | 16.2 (61.2)     | 21.1 (70.0)     | 26.0 (78.8)     | 28.6 (83.5)     | 28.5 (83.3)     | 24.2 (75.6)     | 19.5 (67.1)     | 14.4 (57.9)     | 10.5 (50.9)     | 18.4 (65.1)     |
| 일평균 최저 기온 °C (°F)                                                | 6.0 (42.8)      | 6.6 (43.9)      | 8.6 (47.5)      | 11.8 (53.2)     | 16.2 (61.2)     | 20.9 (69.6)     | 23.5 (74.3)     | 23.7 (74.7)     | 19.5 (67.1)     | 15.4 (59.7)     | 10.9 (51.6)     | 7.7 (45.9)      | 14.2 (57.6)     |
| 역대 최저 기온 °C (°F)                                                  | −8.2 (17.2)     | −5.2 (22.6)     | −3.8 (25.2)     | 0.6 (33.1)      | 4.3 (39.7)      | 9.5 (49.1)      | 15.4 (59.7)     | 11.5 (52.7)     | 10.0 (50.0)     | 3.6 (38.5)      | −2.9 (26.8)     | −4.7 (23.5)     | −8.2 (17.2)     |
| 평균 강수량 mm (인치)                                                   | 127.5 (5.02)    | 107.2 (4.22)    | 77.8 (3.06)     | 50.1 (1.97)     | 32.9 (1.30)     | 14.4 (0.57)     | 3.0 (0.12)      | 6.7 (0.26)      | 23.5 (0.93)     | 56.5 (2.22)     | 99.6 (3.92)     | 131.3 (5.17)    | 730.5 (28.76)   |
| 평균 강수일수                                                           | 11.57           | 12.00           | 10.23           | 9.00            | 7.10            | 3.67            | 0.67            | 0.83            | 3.07            | 6.67            | 9.07            | 13.30           | 87.2            |
| 평균 강설일수                                                           | 0.53            | 0.56            | 0.13            | 0               | 0               | 0               | 0               | 0               | 0               | 0               | 0               | 0.19            | 1.41            |
| 평균 상대 습도 (%)                                                      | 68.9            | 67.3            | 63.5            | 60.3            | 57.6            | 51.6            | 48.7            | 50.7            | 56.0            | 63.1            | 67.4            | 70.1            | 60.4            |
| 평균 월간 일조시간                                                      | 139.5           | 146.9           | 204.6           | 237.0           | 300.7           | 345.0           | 381.3           | 359.6           | 291.0           | 235.6           | 174.0           | 130.2           | 2,945.4         |
| 평균 일일 일조시간                                                      | 4.5             | 5.2             | 6.6             | 7.9             | 9.7             | 11.5            | 12.3            | 11.6            | 9.7             | 7.6             | 5.8             | 4.2             | 8.0             |
| 출처 1: 튀르키예 국립기상청 (평년값: 1991년~2020년, 극값: 1938년~현재)  |                 |                 |                 |                 |                 |                 |                 |                 |                 |                 |                 |                 |                 |
| 출처 2: 미국 해양대기청 (상대습도), Meteomanz (강설일수: 2008년~2023년) |                 |                 |                 |                 |                 |                 |                 |                 |                 |                 |                 |                 |                 |

## 자매 도시
다음은 이즈미르의 자매 도시 목록이다.
| 유럽 - 이탈리아 안코나 2005년부터 - 아제르바이잔 아스타라 2007년부터 - 아제르바이잔 바쿠 1985년부터 - 몰도바 벌치 (Bălţi) 1996년부터 - 슬로바키아 브라티슬라바 2003년부터 - 독일 브레멘 1993년부터 - 루마니아 콘스탄차 1995년부터 - 북키프로스 파마구스타 (Famagusta) 1997년부터 - 아제르바이잔 간자 1994년부터 - 보스니아 헤르체고비나 모스타르 (Mostar) 1996년부터 - 이탈리아 나폴리 1992년부터 - 덴마크 오덴세 1991년부터 - 체코 플젠 1987년부터 | - 크로아티아 스플리트 1996년부터 - 그리스 테살로니키 2009년부터 - 알바니아 블로러 (Vlorë) 1994년부터 - 폴란드 브로츠와프 1999년부터 - 러시아 야로슬라블 2007년부터 - 슬로바키아 질리나 (Žilina) 1997년부터 아시아 - 시리아 알레포 1993년부터 - 키르기스스탄 비슈케크 1991년부터 - 인도 봄베이 1997년부터 - 우즈베키스탄 부하라 1992년부터 - 베트남 다낭 1998년부터 - 이스라엘 호드하샤론 (Hod HaSharon) 2008년부터 - 키르기스스탄 잘랄아바트 (Jalal-Abad) 1994년부터 - 카자흐스탄 아스타나 1994년부터 - 카자흐스탄 심켄트 2004년부터 | - 파키스탄 카라치 1985년부터 - 투르크메니스탄 마리 1994년부터 - 우즈베키스탄 사마르칸트 1994년부터 - 인도네시아 수라바야 1996년부터 - 이스라엘 텔아비브 1998년부터 - 중국 톈진 1990년부터 - 리비아 트리폴리 1996년부터 - 투르크메니스탄 투르크메나바트 1993년부터 아프리카 - 이집트 알렉산드리아 1996년부터 - 알제리 알제 1988년부터 - 모로코 카사블랑카 1999년부터 - 모로코 페스 (Fes) 1995년부터 - 튀니지 수스 (Sousse) 2002년부터 | 아메리카 - 아르헨티나 코르도바 (Córdoba) 1995년부터 - 쿠바 하바나 1995년부터 - 미국 롱비치 2004년부터 - 브라질 사우바도르 1998년부터 - 도미니카 공화국 산토도밍고 1998년부터 - 미국 탬파 1990년부터 - 칠레 비냐델마르 (Viña del Mar) 1996년부터 오스트레일리아 - 오스트레일리아 멜버른 1992년 7월 16일부터 |